# Definition
Definition es el sexto álbum de estudio de la banda americana de crossover thrash D.R.I.. Se trata del último disco con John Menor al bajo y el primero con Ron Rampy en la batería. La versión en vinilo contiene un tema extra titulado "Out of Mind", mientras que la versión en CD de la edición japonesa contiene la anteriormente mencionada "Out of Mind" más otro titulado "Hide Your Eyes".

## Lista de temas
1. "Acid Rain" – 4:31
2. "Tone Deaf" – 2:28
3. "Guilt Trip" – 4:33
4. "Hardball" – 3:20
5. "The Application" – 4:25
6. "Paying to Play" – 3:00
7. "Say It" – 4:15
8. "Dry Heaves" – 1:35
9. "Don't Ask" – 5:14
10. "Time Out" – 3:40
11. "Let It Go" – 5:18
12. "You" – 1:56
13. "The Target" – 4:49

## Créditos
- Kurt Brecht –  Voz
- Spike Cassidy –  Guitarra
- John Menor –  Bajo
- Ron Rampy – Batería